# 아수니
아수니(Asuni, 사르데냐어: Asùni)는 이탈리아의 사르데냐주 오리스타노도에 있는 코무네이다. 칼리아리 북쪽으로 약 70 킬로미터 (43 mi), 오리스타노 동쪽으로 약 30 킬로미터 (19 mi) 떨어져 있다. 2004년 12월 31일 기준으로 인구는 416명이며 면적은 21.2 제곱킬로미터 (8.2 mi2)이다.
아수니는 다음 지방 자치체들과 경계를 이룬다: 라코니, 루이나스, 사무게오, 세니스, 빌라산탄토니오.